# لوسین آندریو
لوسین آندریو (فرانسوی: Lucien Andriot‎; ۱۹ نوامبر ۱۸۹۲ – ۱۹ مارس ۱۹۷۹) یک فیلم‌بردار اهل فرانسه بود.

## گزیده فیلم‌شناسی
- کمیل (۱۹۱۵)
- کشتی‌ای می‌آید از (۱۹۲۸)
- دلیر (۱۹۲۹)
- مرغ بهشت (۱۹۳۲)
- آنی در گرین گیبلز (۱۹۳۴)
- دیوانگان رقص (۱۹۴۳)
- جنوبی (۱۹۴۵)
- سپس هیچ‌کدام باقی نماندند (۱۹۴۵)
- خاطرات یک خدمتکار (۱۹۴۶)
- نیواورلئان (۱۹۴۷)